# Galectin
 Galectiner  er β-galactosid-bindende proteiner, der tilhører en familie af lectiner med fælles aminosyresekvens og fælles CRD (dvs. carbohydrate recognition domain, kulhydratgenkendelsesdomæne). Galectiner udtrykkes i hvirveldyr, i hvirvelløse dyr og i protister (encellede eukaryote organismer), hvilket indikerer deres grundlæggende funktioner under evolutionen. Selvom galectiner er fordelt i mange væv, er nogle af isoformerne mere specifikt udtrykt.
Galectiner regulerer cellecyklus, inflammation, immunrespons, celleadhæsion og cellesignalering og er også vigtige i cancerprogression og metastaser ved at mediere interaktioner mellem en tumor og dens mikromiljø. Galectiner kan binde membranproteiner og interagere med den ekstracellulære matrix og har desuden vigtige intracellulære funktioner i cytoplasma, cellekerne, mitokondrier, exosomer og lysosomer samt ved den apikale transport af glycoproteiner.
Galectinfamilien er repræsenteret i pattedyr, fugle, padder, fisk, nematoder og nogle svampe. Genekspressionen af galectiner reguleres på en vævsspecifik og udviklingsafhængig måde, herunder af mange forskellige faktorer, proteinkomplekser og specifikke receptorer. Kræft er en af de patologiske tilstande, der dysregulerer genekspression af galectiner, og disse ændringer kan bidrage til de almindelige kendetegn ved cancere som vækst af blodårer og metastaser

## Biokemi
Galectiner er kulhydratbindende proteiner, karakteriseret ved evnen til at binde β-galactose-holdige glycokonjugater, specielt galactose-β1,4-N-acetylglucosamine (LacNAc). Det karakteristiske domæne, der binder kulhydrat, kaldes CRD (dvs. carbohydrate recognition domain, kulhydratgenkendelsesdomæne). Baseret på deres CRD-domænestrukturer blev pattedyrsgalectiner klassificeret som “proto”, “kimære” og “tandem.”
Prototypen af galectiner indeholder et CRD domæne pr. polypeptid og ikke-kovalent koblede homodimerer (Galectin−1, −2, −5, −7, −10, −11, −13, −14 og −15) se f. eks her  Tandem-typen er sammensat af to CRD'er, der er forbundet med et ustruktureret linkerpeptid (Galectin-4, - 6, -8, -9 og -12). Galectin-5 og galectin-6 udtrykkes i gnavere, men ikke i mennesker, hvorimod galectin-11 findes i får og galectin-15 i får og geder.
Den kimære struktur findes hos pattedyr kun i Galectin-3, der består af et CRD-domæne på C-terminalen, fusioneret til en ikke-lectin N-terminal, som repræsenterer to phosphoryleringssteder. Fosforyleringsstatus for galectin-3 regulerer subcellulær lokalisering og translokation af galectinet. Ikke-lektindelen indeholder også et motiv, der samler en kollagenlignende struktur. CRD-domænet danner en β-sandwich til at binde komplekser med oligosaccharider, poly-N-acetyllactosamin, galactomannan og polymannan.